# پالائوآمین
پالائوآمین (به انگلیسی: Palau'amine) با فرمول شیمیایی C
۱۷N
۹H
۲۲O
۲Cl یک ترکیب شیمیایی با شناسه پاب‌کم ۲۲۸۳۲۷۵۵ است. که جرم مولی آن ۴۱۹٫۸۶۹ g/mol می‌باشد. 